# JPMorgan Chase

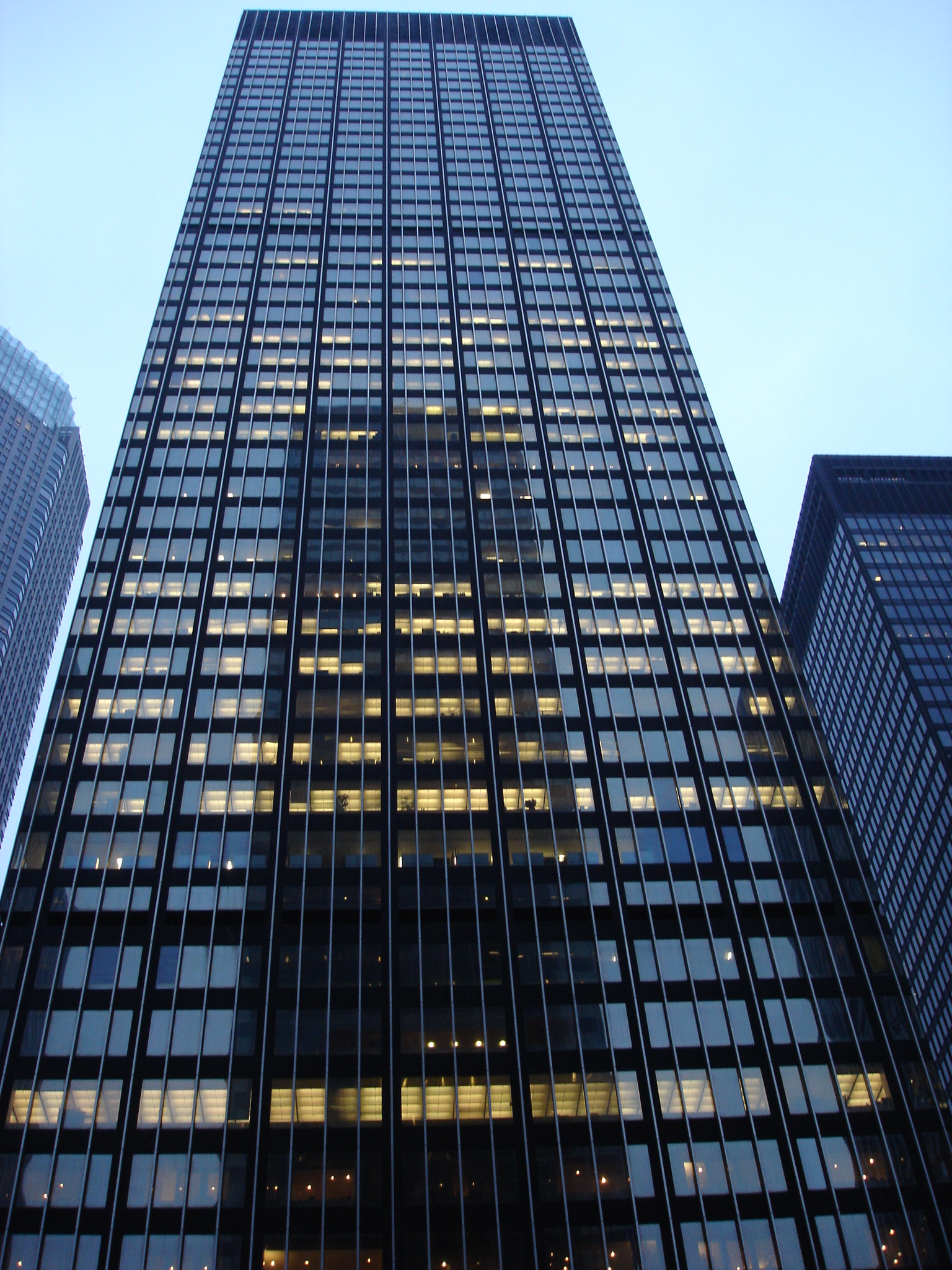
Het hoofdkantoor in New York

JPMorgan Chase & Co. is een zeer grote Amerikaanse bank.

## Geschiedenis
De voorlopers van de bank dateren terug tot 1799. Een directe voorloper van de bank werd geleid door George Peabody, één van 's werelds bekendste filantropen. De bank is middels fusies en overnames een van de grootste Amerikaanse banken geworden. De bank dankt haar naam aan de fusie tussen de banken JP Morgan en Chase Manhattan. 
In 2004 volgde de overname van Bank One Corporation door JPMorgan Chase. De overnamesom was US$ 58 miljard. Gerekend naar het balanstotaal steeg de nieuwe combinatie naar de tweede plaats op de lijst van grootste Amerikaanse banken en alleen Citigroup was nog groter. De combinatie kreeg een balanstotaal van US$ 1100 en 2300 vestigingen in de Verenigde Staten. Voor de overname telde JPMorgan Chase 92.900 medewerkers en had activa van in totaal US$ 792 miljard.
In 2008 brak de kredietcrisis uit. JPMorgan Chase US$ 25 miljard uit het reddingspakket van de regering. Verder werden twee grote banken overgenomen die in financiële problemen waren geraakt. In maart 2008 kocht JPMorgan Chase de in nood verkerende bank Bear Stearns op. JPMorgan Chase bood eerst $ 2 per aandeel, wat later werd verhoogd naar US$ 10 of US$ 1,2 miljard in totaal. De beurskoers van Bear Stearns was met ruim 90% gedaald na het nieuws dat een noodinjectie van de Federal Reserve (FED) nodig was om te overleven. De overname gebeurde onder druk van de FED en JPMorgan Chase kreeg in ruil voor US$ 30 miljard aan garanties voor de bezittingen van Bear Stearns.
In september 2008 ging Washington Mutual (WaMu) ten onder, het grootste faillissement in de Amerikaanse bankengeschiedenis. WaMu telde op dat moment meer dan 2200 kantoren en het balanstotaal was ongeveer US$ 300 miljard. De bank leed miljarden dollars verlies door de kredietcrisis en het aandeel verloor meer dan 90% van zijn waarde. In de weken voor het faillissement haalden veel spaarders hun geld bij de bank weg. JPMorgan Chase nam na het faillissement de bank over en betaalde hiervoor ongeveer US$ 2 miljard.
Op 1 mei 2023 nam JPMorgan Chase de in de problemen geraakte First Republic Bank over. First Republic had een balanstotaal van zo'n US$ 200 miljard en telde circa 7000 medewerkers.

## Activiteiten
JPMorgan Chase is een zeer grote bank met een balanstotaal van ruim US$ 4000 miljard. De bank bank verleent veel financiële diensten, zoals kredietverstrekking, transactieverwerking en vermogensbeheer aan consumenten en bedrijven. De bank heeft zeven miljoen zakelijke klanten waarvan het grootste deel in de Amerikaanse thuismarkt.
De activiteiten zijn verdeeld over vier onderdelen, waarvan de eerste twee veruit het meeste bijdragen aan de nettowinst:
- Consumer & Community Banking, dit onderdeel telt 82 miljoen particulieren en nog eens zes miljoen kleine bedrijven als klant. Hieronder vallen diensten als spaarrekeningen, hypotheken, creditcards en autofinanciering;
- Corporate & Investment Bank, dit onderdeel richt zich op grote, en vaak beursgenoteerde, bedrijven;
- Commercial Banking, idem maar dan gericht op kredietverlening;
- Asset & Wealth Management, vermogensbeheer. Dit onderdeel had in 2023 $ 5000 miljard aan vermogen onder beheer.

In 2023 waren de totale inkomsten $ 158 miljard, hiervan was 55% het saldo van ontvangen en betaalde rente (net interest) en 45% was inkomsten uit dienstverlening (fees).

### Resultaten
Vanwege de grote omvang is de absolute winst ook zeer hoog. Als deze echter wordt gerelateerd aan het eigen vermogen, wat min of meer garant staat voor de verliezen op verstrekte leningen en activiteiten van de bank, dan is het rendement op dat vermogen zo'n 14%.
| Jaar | Balanstotaal (× miljard) | Nettowinst (× miljoen) | Rentabiliteit eigen vermogen | Marktwaarde (× miljard) | Werknemers (× 1000) |
| ---- | ------------------------ | ---------------------- | ---------------------------- | ----------------------- | ------------------- |
| 2007 | $ 1562                   | $ 15.365               | 13%                          | $ 147                   | 181                 |
| 2008 | $ 2175                   | $ 5605                 | 2%                           | $ 118                   | 225                 |
| 2009 | $ 2032                   | $ 11.728               | 6%                           | $ 164                   | 222                 |
| 2010 | $ 2118                   | $ 17.370               | 10%                          | $ 166                   | 240                 |
| 2015 | $ 2352                   | $ 24.442               | 11%                          | $ 242                   | 235                 |
| 2020 | $ 3385                   | $ 29.131               | 12%                          | $ 387                   | 255                 |
| 2021 | $ 3744                   | $ 48.334               | 19%                          | $ 466                   | 271                 |
| 2022 | $ 3666                   | $ 37.676               | 14%                          | $ 393                   | 294                 |
| 2023 | $ 3875                   | $ 49.552               | 17%                          | $ 489                   | 310                 |
| 2024 | $ 4003                   | $ 58.471               | 17%                          | $ 671                   | 317                 |

## Schandalen
In de jaren na de kredietcrisis is de bank diverse malen negatief in het nieuws gekomen.

### Grootschalig derivaten-schandaal
In april 2012 werd bekend dat op het Londense kantoor medewerker Bruno Iksil, alias de London Whale, grote verliezen had geleden in de handel in derivaten. De verliezen bleken minstens US$ 6 miljard te bedragen. In deze zaak werd op 27 augustus ook zijn leidinggevende Javier Martin-Artajo gearresteerd en een collega. De bank kon strafvervolging afkopen met een bedrag van bijna 1 miljard dollar.

### Doorverkochte hypotheekleningen
In augustus 2013 werd de bank onderzocht door het Amerikaanse departement van Justitie inzake het doorverkopen van gebundelde hypotheken, de zogenaamde mortgage backed securities in de aanloop naar de kredietcrisis. De bank had federale effectenwetgeving overtreden door haar aanbod van subprime en Alt-A woninghypotheken effecten gedurende de periode van 2005 tot 2007. Op 19 oktober 2013 kwam een schikking van US$ 13 miljard met het Amerikaanse ministerie naar buiten. De juridische kosten van dit alles zouden al zijn opgelopen tot US$ 16 miljard.
Op 16 november kwam een tweede schikking van US$ 4,5 miljard naar buiten met 21 misleide institutionele beleggers. Eerder was al met de overheid geschikt voor US$ 5,1 miljard.

### Madoff piramide
Op 13 december 2013 betaalde de bank US$ 1,7 miljard wegens een te grote betrokkenheid bij de fraudezaak rond Bernard Madoff. Vooral het tien jaar lang zwijgen over de interne twijfels van JPMorgan jegens Madoff wordt de bank zwaar aangerekend.

### Wisselkoersmanipulatie
De bank moest in november 2014 samen met vier andere banken een boete betalen van US$ 662 miljoen aan de gezamenlijke toezichthouders, (totaal voor de 5 banken 2,6 miljard dollar), in drie landen wegens wisselkoersmanipulatie.